# Hary Gunarto
Hary Gunarto (1954) è un ingegnere indonesiano, professore e ricercatore presso la Ritsumeikan Asia Pacific University, Giappone, e ricercatore associato presso ICTP (Centro internazionale di fisica teorica Abdus Salam), Italia nel 1992～1997 .
I suoi contributi principalmente sul protocollo delle reti di comunicazione Intrustrial FMS (Flexible manufacturing system) , e sulla conservazione digitale dell'UNESCO Patrimonio dell'umanità .